# Xaverio Manetti

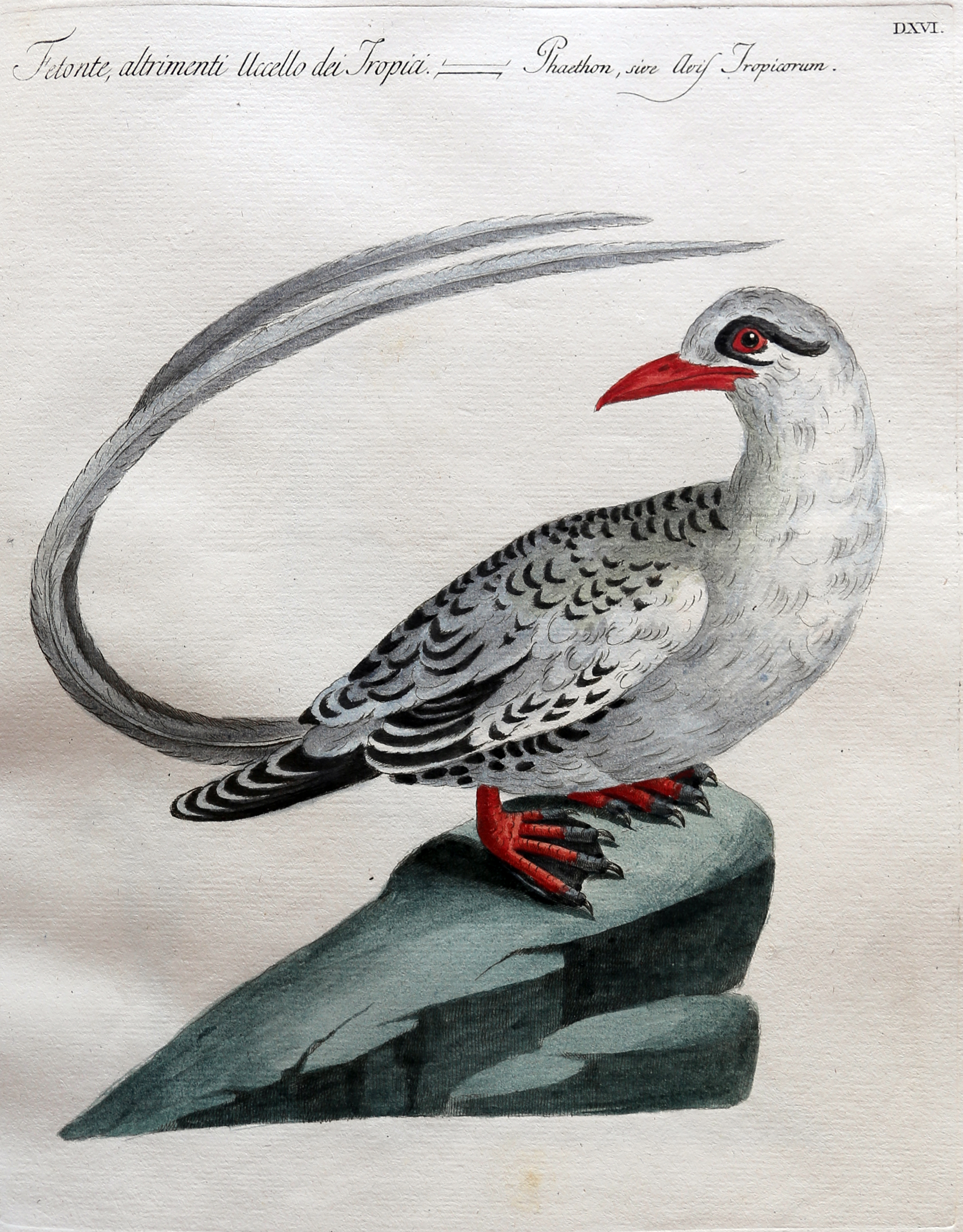
Ornithologia methodice digesta (1767-76)

Xaverio Manetti (Saverio Manetti) (1723-1785) fue un artista ilustrador y botánico italiano. Fue profesor de la Imperial Sociedad Físico-Botánica Florentina, y médico del Colegio De Florencia. Tuvo estrechos contactos académicos con el botánico y zoólogo sueco Linneo.

## Algunas publicaciones

### Libros
- 1751. Viridarium Florentinum: sive, Conspectus plantarum quae floruerunt, & semina deterunt hoc anno 1750 in Horto Caesareo Florentino .... 109 pp. en línea
- 1751. Conspectus plantarum. Ed. Ex Typographia Bernardi Paperini, 139 pp.
- -------, carlos von Linneo, saverio Manetti. 1756. Regnum vegetabile iuxta systema naturae in classes, ordines et genera constitutum. 116 pp. en línea
- 1751. Illustrissimo ac generoso Societatis Botanicae Florentinae praesidi Antonio Francisco Acciaioli Toriglioni ... hoc observantiae venerationisque suae monumentum d.d.d. Xaverius Manetti: (Spicilegium plantas continens CCCXXV. Viridario Florentino addendas pro aestivis demonstrationibus hujus anni 1751. 32 pp.
- françois Boissier de Sauvages, saverio Manetti. 1754. Due Dissertazioni fisico-mediche. Ed. Gaetano Albizzini. 286 pp.
- saverio Manetti, giuseppe angelo Casagrande. 1762. Lettera de sig. dott. Saverio Manetti: che puo servire di Supplemento al suo Trattato sull' inoculazione del vajuolo : diretta al dottore Giuseppe Angelo Casagrande Cremonese ... Ed. Appresso Andrea Bonducc. 52 pp.
- -------, Andrea Ginori. 1765. Delle specie diverse di frumento e di pane siccome della panizzazione memoria. Ed. Moücke. 237 pp. en línea

### Como ilustrador
- Lorenzo Hervás y Panduro. 1794. Historia de la vida del hombre. 343 pp. en línea. Con ediciones de 1799 y de 1989 de la Editorial Pentalfa. ISBN 8485422805

## Honores
- Superintendente del Jardín de los Simples de Florencia
- Secretario perpetuo de la Academia de Georgofilos

### Epónimos
Géneros
- (Rubiaceae) Manettia Mutis ex L.[1]
- (Scrophulariaceae) Manettia Boehm.[2] ex Crantz[3]

- La abreviatura «Manetti» se emplea para indicar a Xaverio Manetti como autoridad en la descripción y clasificación científica de los vegetales.[4]